# Trinidad de Copán

Trinidad de Copán é um município de Honduras, localizado no departamento de Copán.